# Marlon Moraes
Marlon Luiz Moraes, né le 28 avril 1988 à Nova Friburgo, est un pratiquant professionnel de MMA brésilien.

## MMA
| 29 combats     | 19 victoires | 10 défaites |
| Par KO         | 10           | 6           |
| Par soumission | 7            | 3           |
| Sur décision   | 2            | 1           |

| Résultat | Record | Adversaire             | Méthode                         | Événement                              | Date              | Round | Temps | Lieu                            | Notes |
| -------- | ------ | ---------------------- | ------------------------------- | -------------------------------------- | ----------------- | ----- | ----- | ------------------------------- | ----- |
| Victoire | 23–6–1 | José Aldo              | Decision (split)                | UFC 245                                | 14 décembre 2019  | 3     | 5:00  | Las Vegas, États-Unis           |       |
| Défaite  | 22–6–1 | Henry Cejudo           | TKO (punches)                   | UFC 238                                | 8 juin 2019       | 3     | 4:51  | Chicago, États-Unis             |       |
| Win      | 22–5–1 | Raphael Assunção       | Submission (guillotine choke)   | UFC Fight Night: Assunção vs. Moraes 2 | 2 février 2019    | 1     | 3:17  | Fortaleza, Brésil               |       |
| Win      | 21–5–1 | Jimmie Rivera          | KO (head kick and punches)      | UFC Fight Night: Rivera vs. Moraes     | 1er juin 2018     | 1     | 0:33  | Utica (New York), États-Unis    |       |
| Win      | 20–5–1 | Aljamain Sterling      | KO (knee)                       | UFC Fight Night: Swanson vs. Ortega    | 9 décembre 2017   | 1     | 1:07  | Fresno, États-Unis              |       |
| Win      | 19–5–1 | John Dodson            | Decision (split)                | UFC Fight Night: Poirier vs. Pettis    | 11 novembre 2017  | 3     | 5:00  | Norfolk, États-Unis             |       |
| Défaite  | 18–5–1 | Raphael Assunção       | Decision (split)                | UFC 212                                | 3 juin 2017       | 3     | 5:00  | Rio de Janeiro, Brésil          |       |
| Victoire | 18–4–1 | Josenaldo Silva        | TKO (knee injury)               | WSOF 34                                | 31 décembre 2016  | 1     | 2:30  | New York, États-Unis            |       |
| Victoire | 17–4–1 | Josh Hill              | KO (head kick and punches)      | WSOF 32                                | 30 juillet 2016   | 2     | 0:38  | Everett, États-Unis             |       |
| Victoire | 16–4–1 | Joseph Barajas         | TKO (leg kicks)                 | WSOF 28                                | 20 février 2016   | 1     | 1:13  | Garden Grove, États-Unis        |       |
| Victoire | 15–4–1 | Sheymon Moraes         | Submission (rear-naked choke)   | WSOF 22                                | 1er août 2016     | 3     | 3:46  | Las Vegas, États-Unis           |       |
| Victoire | 14–4–1 | Josh Hill              | Decision (unanimous)            | WSOF 18                                | 12 février 2015   | 5     | 5:00  | Edmonton, Canada                |       |
| Victoire | 13–4–1 | Cody Bollinger         | Submission (rear-naked choke)   | WSOF 13                                | 13 septembre 2014 | 2     | 1:35  | Bethlehem, États-Unis           |       |
| Victoire | 12–4–1 | Josh Rettinghouse      | Decision (unanimous)            | WSOF 9                                 | 29 mars 2014      | 5     | 5:00  | Las Vegas, États-Unis           |       |
| Victoire | 11–4–1 | Carson Beebe           | KO (punches)                    | WSOF 6                                 | 26 octobre 2013   | 1     | 0:32  | Coral Gables, États-Unis        |       |
| Victoire | 10–4–1 | Brandon Hempleman      | Decision (unanimous)            | WSOF 4                                 | 10 août 2013      | 3     | 5:00  | Ontario, États-Unis             |       |
| Victoire | 9–4–1  | Tyson Nam              | KO (head kick and punches)      | WSOF 2                                 | 23 mars 2013      | 1     | 2:55  | Atlantic City, États-Unis       |       |
| Victoire | 8–4–1  | Miguel Torres          | Decision (split)                | WSOF 1                                 | 12 novembre 2012  | 3     | 5:00  | Las Vegas, États-Unis           |       |
| Victoire | 7–4–1  | Jarrod Card            | KO (punch)                      | XFC 17: Apocalypse                     | 13 avril 2013     | 1     | 0:47  | Jackson, États-Unis             |       |
| Victoire | 6–4–1  | Chris Manuel           | Decision (unanimous)            | XFC 15: Tribute                        | 2 décembre 2011   | 3     | 5:00  | Tampa, États-Unis               |       |
| Défaite  | 5–4–1  | Deividas Taurosevičius | Submission (arm-triangle choke) | Ring of Combat 38                      | 18 novembre 2011  | 1     | 2:34  | Atlantic City, États-Unis       |       |
| Défaite  | 5–3–1  | Ralph Acosta           | Submission (rear-naked choke)   | World Extreme Fighting 46              | 22 avril 2012     | 2     | 3:03  | Orlando, États-Unis             |       |
| Victoire | 5–2–1  | Ryan Bixler            | Submission (Americana)          | RMMA 20: Clash at the Casino           | 8 avril 2011      | 1     | 1:44  | La Nouvelle-Orléans, États-Unis |       |
| Victoire | 4–2–1  | Nicolas Joannes        | Submission (rear-naked choke)   | Shoot & Sprawl 2                       | 2 octobre 2010    | 1     | 3:49  | Northamptonshire, Angleterre    |       |
| Draw     | 3–2–1  | Sandro China           | Draw (unanimous)                | Dojo Combat 1                          | 17 avril 2010     | 3     | 5:00  | Juiz de Fora, Brésil            |       |
| Victoire | 3–2    | Andre Rouberte         | TKO (punches)                   | Shooto: Brazil 10                      | 17 janvier 2009   | 1     | 3:35  | Rio de Janeiro, Brésil          |       |
| Défaite  | 2–2    | Zeilton Rodrigues      | TKO (punches)                   | Shooto: Brazil 7                       | 28 juin 2008      | 1     | 1:45  | Rio de Janeiro, Brésil          |       |
| Défaite  | 2–1    | Alexandre Pinheiro     | TKO (punches)                   | Shooto: Brazil 6                       | 18 avril 2008     | 1     | 2:58  | Rio de Janeiro, Brésil          |       |
| Victoire | 2–0    | Jose Lucas de Melo     | TKO (punches)                   | MMA Sports Combat 2                    | 15 mars 2005      | 1     | N/A   | Rio das Ostras, Brésil          |       |
| Victoire | 1–0    | Bruno Santana          | Submission (rear-naked choke)   | Desafio: Brazil Fight Center 2         | 14 avril 2004     | 1     | N/A   | Rio de Janeiro, Brésil          |       |